# H.261
H.261은 1988년 11월에 비준된 ITU-T 영상 부호화 표준이다. H.261 표준은 ITU-T 영상 부호화 전문가 그룹(VCEG) H.26x 영상 부호화 표준 중에서 첫 번째 구성원이며, 실제 분야에서 효과를 거둔 첫 번째 영상 코덱이다.
H.261은 원래 데이터 레이트가 64 kbit/초인 ISDN 망 전송을 위해 설계되었다. 부호화 알고리즘은 40kbit/s와 2Mbit/s 사이의 영상 비트레이트로 작동될 수 있도록 설계되었다.

## 역사
디지털 영상 부호화 표준으로서 H.120(1988년에 역사적으로 중요한 수정을 거쳤다.)이 1984년으로 H.261보다 앞서긴 하였으나, H.261이 진정한 첫 실용 디지털 영상 부호화 표준이다. 사실상 후속 국제 영상 표준들(MPEG-1 파트 2, H.262/MPEG-2 파트 2, H.263, MPEG-4 파트 2, H.264/MPEG-4 AVC)은 H.261의 설계에 기초하고 있다. 또한, H.261 개발 위원회가 표준을 협력적으로 개발하기 위해 사용한 방법은 후속 표준화 작업을 위한 기초 작동 과정으로 굳어졌다.(S. Okubo, "Reference model methodology-A tool for the collaborative creation of video coding standards", Proceedings of the IEEE, vol. 83, no. 2, Feb. 1995, pp. 139–150 참조) 이 부호화 알고리즘은 움직임 보상을 이용한 이미지 간 예측과, 스칼라 양자화, 지그재그 스캐닝, 엔트로피 부호화를 동반한 공간 변형 부호화를 혼합한 방식을 사용한다.

## H.261 설계
설계의 기초처리 단위는 매크로블록이며, H.261은 매크로블록 개념이 등장한 첫 번째 표준이다. 각각의 매크로 블록은 16x16의 루마 샘플 배열과, 4:2:0 샘플링을 이용하고 YCbCr 색 공간을 사용하는 두 가지 일치한 8x8의 색차 샘플링으로 구성된다.
H.261 표준은 실질적으로 영상을 어떻게 디코딩할 것인가만 규정한다. 인코더 설계자들은 디코더가 표준을 따를 경우에 한하여 자유롭게 저들만의 인코딩 알고리즘을 디자인할 수 있다.

## 소프트웨어 구현
LGPL 라이선스인 libavcodec은 H.261 인코더와 디코더를 갖고 있다. VLC 미디어 플레이어, 엠플레이어 등의 자유 멀티미디어 플레이어와 ffdshow와 FFmpeg 디코더 프로젝트 내에서 이것을 지원한다.

## 같이 보기
- MPEG-1
- H.263
- 데이터 압축